# Kugluktuk
Kugluktuk (Inuinnaqtun: Qurluktuk, "el lloc on les aigües es mouen "; anteriorment, fins 1996, dit Coppermine, és un llogarret (un hamlet situat a la desembocadura del riu Coppermine a Nunavut, Canadà a l'illa Victòria prop de la frontera amb els Territoris del Nord-oest.
Segons el cens canadenc de 2016 tenia 1.491 habitants.
El paisatge de Kugluktuk està cominat pel rocés escut canadenc. Té un clima subàrtic prop del clima polar. La temperatura mitjana anual és de -10,3 °C. El mes de juliol té una mitjana de 10,9 °C i el mes de febrer de -27,7 °C. La pluviometria és de 145 litres. Els arbres de la regió són nans i distribuïts espargits.